# Klassische Römische Liturgie
Als klassische römische Liturgie bezeichnet man primär die Messfeier in der Kirche von Rom in Spätantike und Frühmittelalter, d. h. den römischen Ritus vor seiner Beeinflussung durch die „fränkisch-deutsche Liturgie“, und bevor die rituellen Gewohnheiten der römischen Kurie stilbildend wurden, die sodann den tridentinischen Ritus prägten. Die klassische römische Liturgie wurde als Gemeindemesse vom römischen Papst (bzw. einem ihn vertretenden Bischof) oder einem römischen Presbyter, in der Regel umgeben von Konzelebranten, vor allem in den großen Basiliken der Heiligen Stadt, namentlich in der Lateranbasilika und Alt St. Peter, gefeiert. Die klassischen liturgischen Bücher Roms sind:
1. als Gebetsammlungen die Sakramentare
2. als Zeremonialanweisungen die Ordines Romani

Die Klassische Römische Liturgie diente den Liturgiereformen von Papst Pius XII. und des Zweiten Vatikanums als Vorbild („Norm der Väter“).
Von der klassischen römischen Liturgie zu unterscheiden ist die tridentinische Liturgie bzw. die Liturgie von 1962 („Pianische Liturgie“).